# Zaouia El Abidia
Zaouia El Abidia là một đô thị thuộc tỉnh Ouargla, Algérie. Dân số thời điểm năm 2002 là 15.381 người.